# 大久保ニュー
大久保 ニュー（おおくぼ にゅー、1970年 - ）は、日本の漫画家。東京都出身。
現在は主にゲイ雑誌『Badi』で活躍している。

## 作品リスト

### 単行本
- 渋谷A子 （1997年 朝日新聞社）
- 薔薇色のみっちゃん （2001年 宝島社）
- ニュー・ワールド （2001年 青林堂）
- オトコノコのアソコ （2004年 三才ブックス）
- 坊や良い子だキスさせて （2008年 テラ出版）
- マヨイ姫~野獣ノ本能 恋ト肉欲~（2012年、大洋図書）
- 15歳、プロ彼女 ～枕営業していた元アイドルだけど質問ある？～ （2019年 竹書房 ）
- 職業：女 ～元アイドル27歳、枕営業も限界なのでパパ婚活します～ １ （2022年 集英社 ）

### 電子書籍
- 逃した恋は蜜の味？（2009年、ソニー・デジタルエンタテインメント）
- ラブだけ食べて眠りたい（2010年、ソニー・デジタルエンタテインメント）
- グッド・トリップ（2011年、ソニー・デジタルエンタテインメント）
- 蘭様は貴公子（2011年、ソニー・デジタルエンタテインメント）
- 流され子（2011年、ソニー・デジタルエンタテインメント）
- テツコの幕は今上がる（2012年、ソニー・デジタルエンタテインメント）
- 名悶☆オラオラ高校~男の園に女教師ひとり~（2012年、ソニー・デジタルエンタテインメント）

### 共著
- 東京の男の子 （魚喃キリコ、安彦麻理絵との鼎談集）（2008年 太田出版）イラストあり。

### イラスト
- タイ旅行で死ぬかと思った!! ~知らなきゃアナタもダマされる~　藤井伸二（2006年 あおば出版）
- センチメンタル・ゲイ・ブルース PV　KANA（2012年）